# الاتحاد الأفريقي لنقاد السينما
الإتّحاد الأفريقي لنقاد السّينما، المعروف أيضًا بالإختصار FACC، هو إتّحاد أفريقي يجمع بين جمعيّات نقاد السّينما من أفريقيا والمغتربين، بالإضافة إلى الأعضاء الأفراد. نسخته الإنجليزية هي الإتّحاد الأفريقي لنقاد السّينما (AFFC).
يضمّ الاتّحاد 43 جمعيّة و456 محرّرًا في بداية عام 2023. ويقع مقرّها الرّئيسي في السنغال. ترأسه الصّحفية الثّقافية والنّاقدة الغينية كوناكري فاتوماتا كوندي ساجنان منذ 2 أذار/ مارس 2023 بمناسبة انعقاد الجمعيّة العموميّة على هامش الدّورة الثّامنة والعشرين للمهرجان الأفريقي للسينما والتلفزيون في واغادوغو (فيسباكو) 2023.

## التّاريخ

### تأسيس شبكة أفريسينيه (Africiné)
وفي الفترة من 17 إلى 21 شباط/ فبراير عام 2003، أقيمت ورشة عمل حول النّقد السّينمائي في واغادوغو ضمت 26 صحفيًا إذاعيًا وصحفيًا مكتوبًا من أربعة بلدان أفريقيا السوداء وهي: السنغال، مدغشقر، نيجيريا، وبوركينا فاسو. يستضيفها النقاد كليمان تابسوبا، وجان روي، وأوليفييه بارليت، وينسّقها جيرفيه هين نيابةً عن المهرجان (FESPACO)، بمساعدة التعاون الفرنسي. وتمّ اتخاذ قرار أثناء التّقييم بمواصلة العمل الذي بدأ من خلال التواصل والإنتاج المشترك للمحتوى. تمّ إنشاء مجموعة مناقشة عبر الإنترنت مخصّصة للصحفيين الثقافيين تحت اسم أفريسينيه.
وفي تموز/ يوليو عام 2003، تمّ تنظيم ورشة عمل مماثلة لمدّة أربعة أيّام في تونس من قبل الجمعيّة التّونسيّة للنّهوض بالنّقد السّينمائي (ATPCC) التي دعمت قرارات الرّيط الشّبكي واستكشفت القضايا اللوجستيّة.
في حزيران/ يونيو عام 2004، قدّم صندوق الشّبكة الإلكترونيّة العالميّة التّابع للوكالة الحكوميّة الدّوليّة للفرنكوفونيّة (AIF) منحة لإنشاء موقع أفريسينيه  ولإنتاج محتواه ولتنظيم ورش عمل تدريبيّة. تتمّ إدارة منحة بدء العمل هذه على أساس شهرتها من قبل جمعية أفريكولتور (Africultures) تحت مراقبة مدقّق حسابات معيّن من قبل الشّبكة، على مدى 24 شهرًا ابتداءً من تشرين الثّاني/ نوفمبر عام 2004، مع تمديد المدّة حتى نهاية عام 2007. وحتّى الآن، تمّ إدراج 4221 فيلمًا على الموقع وتمّ نشر 867 نصًا عليه. تمّ بثّ 2560 منشورًا على الموقع منذ بداية عام 2023.
في 9 أيلول/ سبتمبر عام 2004، عُقد اجتماع بين النّقاد الحاضرين في المهرجان الدولي لسينما المرأة في سلا في المغرب حيث استعرضت أهداف الشبكة:
- تعزيز الكتابة الأفريقيّة المحلّيّة في دور السينما الأفريقية ومعالجة افتقارها إلى الظهور الدولي،
- تعزيز الدّعم على المستوى السّينمائي وبالتالي الإعلامي لسينما عالية الجودة ذات قيمة تعليمية،
- تحسين إدراج أفريقيا في دوائر النقد الدولي وتشجيع المواجهة النقدية على هذا المستوى على الأفلام الأفريقية،
- تقديم محتوى عالي الجودة ذو قيمة وثائقية وتحليلية عن دور السينما الأفريقية،
- إتاحة قاعدة بيانات مواضيعيّة للجمهور والباحثين والمبرمجين تتضمّن الأفلام الأفريقيّة وجهات الاتّصال المهنيّة المقابلة لها،
- السّماح للصحفيين الأفارقة بمشاهدة الأفلام الجديدة والوصول إلى الأفلام الموجودة في المرجع بالإضافة إلى الأعمال الأساسيّة في السّينما.

### إنشاء الإتّحاد الأفريقي لنقاد السّينما
خلال الفترة من 2 إلى 7 تشرين الأوّل/ أكتوبر عام 2004، اجتمع مندوبو الشّبكة أفريسينيه في أيام قرطاج السّينمائية كلّ صباح بمقرّ الجامعة التّونسية لنوادي السينما وقرّروا إحداث اتّحاد يتمّ اعتماد نظامه الأساسي ولوائحه الدّاخليّة. كما يتمّ التّصويت على الميثاق الذي يقترح "ابتكار منهج نقدي جديد والتّأكيد على النّقد الأفريقي، ليس لأنّه النّهج الأصيل والشرعي الوحيد، ولكن لأنه بشكل عام يفتقر إلى الرؤية ولا يمكنه المشاركة في التّصور العالمي للسّينما الأفريقيّة والثّقافات الأفريقية." وينتهي باقتباس من بولين سومانو فييرا يقول إنّ "قبول النّقد يعني قبول الاختلاف والاعتقاد بأنّنا لا نملك الحقيقة المطلقة".
تمّ انتخاب المجلس التّنفيذي:
- الرّئيس: كليمان تابسوبا (رئيس جمعيّة ASCRIC-B، بوركينا فاسو)
- النّائب الأول للرئيس: محمّد باكريم (رئيس جمعيّة أفلام لنقاد السّينما في المغرب)
- النّائب الثاني للرّئيس: جان ماري مولو أولينغا (رئيس جمعيّة Cinépresse لنقاد السينما في الكاميرون)
- الأمين العام: حسّونة المنصوري (رئيس ATPCC، الجمعيّة التونسيّة لتشجيع النّقد السّينمائي)
- أمين الصّندوق: أوليفييه بارليت (رئيس جمعيّة الزّراعات الإفريقيّة، في فرنسا)،

يقع المقرّ الرئيسي في داكار وعُيّن ثيرنو إبراهيما ديا كميسر لموقع أفريسينيه ومدير لمجموعة المناقشة عبر الإنترنت.

### التّطوير
تمّ تنظيم المؤتمر الأوّل في فيسباكو عام 2009 حيث ينتخب مجلسًا جديدًا يتكوّن من سبعة أعضاء:
- الرّئيس: بابا ديوب (السنغال)
- النّائب الأوّل للرئيس: فرانسيس أمييبور (غانا)
- النّائب الثّاني للرئيس: كليمان تاسبسوبا (بوركينا فاسو)
- النّائب الثّالث للرئيس: كامل بن وناس (تونس)
- الأمين العام: ساني سولي مانزو (النيجر)
- الأمين العام المكلف بالاتّصالات: جاك بيسالا مانغا (الكاميرون)
- أمين الصّندوق: سيتو أييتي (توغو)

في عام 2010، كلّف المهرجان الدولي للفنون السوداء (FESMAN) الاتّحاد ببرمجة العروض والمناظرات وبتنظيم مؤتمر سمبين/ شاهين .
وفي نفس العام، وقّع وزير الخارجيّة ماديكي نيانغ  على اتّفاقيّة المقرّ في 30 اذار/ مارس في داكار.
عُقد اجتماع ضمّ 17 عضوًا من أعضاء الاتّحاد في فيسباكو من عام 2011 و35 عضوًا في فيسباكو من عام 2013 للنّظر في التحسينات التي تُطبّق على الأداء العام للاّتحاد ولإدارته. وبعد إقامة تشاور مع جميع الاتّحادات الأعضاء، يمّ إعادة صياغة النّظام الأساسي واللوائح الدّاخلية لمراعاة نمو الاتّحاد.
ينظّم الاتّحاد يومي 17 و18 كانون الأوّل/ ديسمبر عام 2015 مؤتمرًا عاديًّا ثانيًا في مراكش يضمّ حوالي ثلاثين مشاركًا يمثّلون خمسة عشر بلدًا عضوًا لتعديل واعتماد النّظام الأساسي واللوائح الدّاخلية الجديدة، ولتجديد الهيئات الإدارية وتحديد خطّة العمل. انتُخب النّاقد المغربي خليل ديمون رئيسًا وتمّ تجديد المجلس التّنفيذي على النّحو التّالي:
- النّائب الأوّل للرئيس: محرز القروي (تونس)
- النّائب الثّاني للرئيس: ياكوبا سانجاري (ساحل العاج)
- الأمين العام: إسبيرا دونوفوسي (بنن)
- نائب الأمين العام: فاتو كيني سيني (السنغال)
- أمين الصّندوق العام: بيلاجي نغونانا (الكاميرون)
- المسؤول عن الاتّصالات: تشارلز أييتان (توغو) [9]

كما يعتمد المؤتمر خطّة عمل للاتّحاد لمدّة ثلاث سنوات بين 2016-2018، بهدف إحياء حياة الاتّحاد وتنفيذ مهمّته في دعم دور السّينما الإفريقيّة.
في عام 2020، نعى الاتّحاد وفاة أوّل رئيس لها، كليمان تابسوبا.
خلال الدّورة الـ 26 لفيسباكو، انتخبت الجمعيّة العامّة العاديّة المنعقدة في 28 شباط/ فبراير 2019 مجلسًا تنفيذيًا جديدًا يتكوّن أغلبيةً من نساء.
- الرّئيس: فاتو كيني سيني (السنغال)،
- لنّائب الأوّل للرئيس: أحمد شوقي (مصر)
- النّائب الثّاني للرئيس: فاتوماتا ساجناني (غينيا)
- لأمين العام: أبراهام باييلي (بوركينا فاسو)
- نائب الأمين العام: سحر العشي (تونس)
- أمين الصّندوق العام: بيلاجي نجوانانا (الكاميرون)
- المسؤول عن الاتّصالات: تشارلز أييتان (توغو)

كما تنتخب الجمعيّة العامّة مراقبي حسابات هما رينات ليمبا (جمهوريّة الكونغو الدّيمقراطية) ورودريك ديدينهو (بنين).

### الإدارة
| الإسم           | الجنسيّة      | فترة الولاية |
| --------------- | ------------ | ------------ |
| كليمنت تابسوبا  | بوركينا فاسو | 2004-2009    |
| بابا ديوب       | السنغال      | 2009-2015    |
| خليل ديمون      | المغرب       | 2015-2019    |
| فاتو كيني سيني  | السنغال      | 2019-2023    |
| فاتوماتا ساجنان | غينيا        | منذ عام 2023 |

### المجلس التّنفيذي
انعقدت الجمعيّة العامّة في 2 اذار/ مارس 2023 في فيسباكو في واجادوجو، فتمّ انتخاب مجلس تنفيذي جديد مكوّن من:
1. الرّئيسة: فاتوماتا ساجناني (غينيا كوناكري)
2. النّائب الأوّل للرئيس: الدّكتور هيكتور فيكتور كابري (بوركينا فاسو)
3. النّائب الثّاني للرئيس: بيير باتريك توكو (الكاميرون)
4. الأمين العام: سيدني كادوت سامبوسي (فرنسا)
5. نائب الأمين العامّ: الدّكتور يوسف هاليدو هارونا (النيجر)
6. أمين الصّندوق: بيجي بوب (السنغال)
7. المسؤول عن الاتّصالات: ياكوبا سانجاري (ساحل العاج)

## الورش التّدريبيّة
يتمّ تنظيم ورش عمل تدريبيّة مختلفة خلال المهرجانات السّينمائيّة أو بناءً على المبادرات المحليّة تهدف إلى تعزيز هيكل الاتّحاد، ولا سيّما من خلال إنشاء جمعيّات وطنيّة للنّقاد السّينمائيين:
- الجزائر: تلمسان (مهرجان الفيلم الأمازيغي، 2007)،
- بوركينا فاسو: واغادوغو، في كلّ نسخة من نسخة فيسباكو منذ عام 2003،
- بنن: عويضة (جوهر، 2005)،
- الكاميرون: ياوندي (شاشات سوداء، 2004 و2005)،
- مصر: الأقصر (مهرجان الأقصر للسّينما الأفريقيّة 2013 و 2014)
- الجابون: ليبرفيل (مبادرة المعهد الغابوني للصّورة والصّوت، 2010)
- غانا: أكرا (مبادرة نافتي، 2005)،
- جوادلوب: بوانت-آه-بيتر ( FEMI ، 2007)،
- غينيا: كوناكري (مبادرة محليّة وتعاون فرنسي، 2013)
- مدغشقر: أنتاناناريفو (اجتماعات الأفلام القصيرة، 2010)،
- موريشيوس: جامعة موريشيوس (مهرجان إيل كورتس، 2017)
- موريتانيا: نواكشوط (مهرجان سينما الحدود، 2014)
- النّيجر: نيامي (منتدى نيامي للأفلام الوثائقية، 2012) [12]
- نيجيريا: لاغوس (مبادرة التّعاون الفرنسي، 2006)،
- السنغال: داكار (مهرجان أفلام الجوار، 2005 - مبادرة الجمعيّة السّنغاليّة لنقاد السّينما، 2007 و2014 - مهرجان داكار القصير، 2021 و2022)
- جمهوريّة الكونغو الدّيمقراطيّة: كينشاسا (مبادرة محليّة وتعاون فرنسي، 2013)،
- رواندا: كيجالي (مهرجان مشاريعي السّينمائي، 2017)
- تونس: تونس (مبادرة الجمهورية التّونسيّة للنّهوض بالنّقد السّينمائي، 2004)، تونس (مهرجان الفيلم الأوروبي، 2005).

## قاعدة البيانات
منذ أكتوبر 2004، يعمل الاتّحاد، بالتّعاون مع منظمة أفريكولتور، على تطوير قاعدة بيانات شاملة تتضمّن أفلام من أفريقيا أو عن أفريقيا، وشخصيّات من دور السّينما الأفريقيّة، والهياكل المهنيّة والمعلومات الحاليّة. وتمّ دمجها في قاعدة بيانات سودبلانت (Sudplanète) متعدّدة التّخصّصات تعمل كأساس لموقعي أفريسينيه و أفريكولتور. وفي بداية عام 2023، أصبحت تضمّ القاعدة ما يقرب من 22 000 فيلم.

## النّشرة الإخبارية لأفريسينيه
خلال كل FESPACO منذ عام 2005، تعمل ورشة عمل تدريبيّة ينظّمها الاتّحاد على كتابة نشرة نقديّة مكونّة من 8 صفحات. فتعمل ورشة عمل للاتّحاد على تصميمها وطباعتها، وتتكوّن النّشرة غالباً من عدّة أعداد، وتُطبع ألف نسخة منها، وتوزّع مجّاناً على روّاد المهرجان.

## لجان تحكيم النّقد الأفريقي – جائزة بولين سومانو فييرا
وفي عام 1988، خلال المهرجان الثّالث للسّينما الإفريقيّة في خريبكة، أنشأت لجنة تحكيم مؤلّفة من نقادٍ "جائزة باولين فييرا"، ولكن لم تتم متابعتها.
وينظّم الاتّحاد لجان تحكيم النّقد الإفريقيّة، المكوّنة من نقاد سينمائيّين، منذ عام 2009، في مهرجانات مختلفة في إفريقيا، بالشّراكة مع المهرجان. تهدف الجائزة الممنوحة إلى تشجيع السّينما ذات الجودة الفنّيّة الجيّدة، ولكن أيضًا إلى دعم المواهب الشابّة الناشئة.
ومنذ عام 2013، تمّ تسميتها جائزة بولين سومانو فييرا، تكريمًا للنّاقد الأوّل من أفريقيا السّوداء.
وينسب إلى:
| السّنة | عنوان الفيلم                                    | المخرج                        | الدّولة                      | المهرجان                                   |
| ----- | ----------------------------------------------- | ----------------------------- | --------------------------- | ------------------------------------------ |
| 2009  | تيزا (Teza)                                     | هايلي جيريما                  | أثيوبيا                     | فيسباكو 2009                               |
| 2013  | وان مان شو (One (Man's Show                     | نيوتن أدواكا                  | نيجيريا                     | فيسباكو 2013                               |
| 2014  | رجال من طين (Les Hommes d’argile)               | مراد بوسيف                    | المغرب                      | المهرجان الدولي للفيلم عبر الصحراء بزاكورة |
| 2015  | هم الكلاب (C'est (eux les chiens                | هشام العسري                   | المغرب                      | فيسباكو 2015                               |
| 2016  | هم الكلاب (C'est (eux les chiens                | هشام العسري                   | المغرب                      | مهرجان الأقصر للسينما الأفريقية            |
| 2016  | Clash                                           | Mohamed Diab                  | مصر                         | أيام قرطاج السّينمائية 2016                 |
| 2016  | رجال من طين (Les Hommes d’argile)               | مراد بوسيف                    | مصر                         | المهرجان الدولي للفيلم عبر الصحراء بزاكورة |
| 2017  | أفعى                                            | أماندا أفنس                   | جمهورية إفريقيا الجنوبية    | مهرجان ديربان السينمائي الدولي             |
| 2017  | طالمل أنّنا نعيش                                 | داني كوياتي                   | بوركينا فاسو                | المهرجان الدولي للفيلم عبر الصحراء بزاكورة |
| 2017  | مسافة ميل بحذائي (Un mile dans mes (chaussures  | سعيد خلّاف                     | المغرب                      | فيسباكو 2017                               |
| 2017  | قطار الملح والسكر (Le Train de sel et de sucre) | Licínio Azevedo               | موزمبيق                     | أيام قرطاج السّينمائية 2017                 |
| 2018  | صوفيا                                           | مريم بن مبارك                 | المغرب                      | أيام قرطاج السّينمائية 2018                 |
| 2018  | ماما بوبو                                       | روبين أندلفينغر وإبراهيم سيدي | فرنسا, السنغال              | لقاءات الأفلام القصيرة لمدغشقر             |
| 2019  | إنديجو (Indigo)                                 | سلما بركاش                    | المغرب                      | فيسباكو 2019                               |
| 2019  | تأتون من بعيد                                   | أمال رمسيس                    | مصر                         | مهرجان الاسماعليّة العالمي للسّينما          |
| 2019  | زاوية من السماء السوداء                         | جينغاري مايغا                 | النيجر                      | مهرجان توكونتشي النّيجر السّينمائي           |
| 2020  | أوا (هنا)                                       | ديبورا باسا                   | جمهورية الكونغو الديمقراطية | لقاءات الأفلام القصيرة لمدغشقر             |
| 2021  | زوجة حفار القبور La Femme du fossoyeur          | خضر عيدروس أحمد               | الصومال                     | فيسباكو 2021                               |
| 2021  | آرغو (Argu)                                     | عمر بلقاسمي                   | الجزائر                     | أيام قرطاج السّينمائية 2021                 |
| 2021  | توك توك (Tuk Tuk)                               | محمّد خضر                      | مصر                         | لقاءات الأفلام القصيرة لمدغشقر             |
| 2022  | الحياة ما بعد (La Vie d’après)                  | أنيس جعاد                     | تونس                        | أيام قرطاج السّينمائية 2022                 |
| 2023  | مامي واتا Mami Wata                             | سي جي أوباسي                  | نيجيريا                     | فيسباكو 2023                               |

### روابط خارجيّة
- Fédération Africaine de la Critique Cinématographique (FACC) sur Africultures

## المذكّرات والمراجع
1. 1 2  "Un nouveau bureau pour la FACC". أفريكولتوريس. 8 mars 2023. مؤرشف من الأصل في 2023-04-09. {{استشهاد ويب}}: تحقق من التاريخ في: |تاريخ= (مساعدة)
2. ↑  Olivier Barlet (30 avril 2003). "Fespaco 2003 : priorité au cinéma". Africultures. مؤرشف من الأصل في 2023-02-03. اطلع عليه بتاريخ 19 janvier 2023. {{استشهاد ويب}}: تحقق من التاريخ في: |تاريخ الوصول= و|تاريخ= (مساعدة)
3. ↑  africine.org
4. ↑  Rapport final de subvention.
5. ↑  compte-rendu interne
6. ↑  Communiqué de presse du 8 octobre 2004
7. ↑  "La FAAC". africine.org. مؤرشف من الأصل في 2023-07-12. اطلع عليه بتاريخ 19 janvier 2023. {{استشهاد ويب}}: تحقق من التاريخ في: |تاريخ الوصول= (مساعدة)
8. ↑  communiqué de presse (mars 2010). "Signature de l'Accord de siège de la Fédération Africaine de la Critique Cinématographique (FACC)". Africultures. مؤرشف من الأصل في 2023-01-23. اطلع عليه بتاريخ 23 janvier 2023. {{استشهاد ويب}}: تحقق من التاريخ في: |تاريخ الوصول= و|تاريخ= (مساعدة)
9. 1 2  communiqué de presse (décembre 2015). "Nouveau bureau pour la critique panafricaine (FACC), à Marrakech". Africultures. مؤرشف من الأصل في 2023-01-23. اطلع عليه بتاريخ 23 janvier 2023. {{استشهاد ويب}}: تحقق من التاريخ في: |تاريخ الوصول= و|تاريخ= (مساعدة)
10. ↑  Fatou Kiné Sène (24 avril 2020). "La FACC salue la mémoire d'un artisan fondateur". Africiné. مؤرشف من الأصل في 2023-01-24. اطلع عليه بتاريخ 24 janvier 2023. {{استشهاد ويب}}: تحقق من التاريخ في: |تاريخ الوصول= و|تاريخ= (مساعدة)
11. ↑  Africiné Magazine (2 mars 2019). "Assemblée Générale de la FACC, Ouaga 2019 - Les Critiques se donnent un bureau majoritairement féminin". Africiné. مؤرشف من الأصل في 2023-01-24. اطلع عليه بتاريخ 24 janvier 2023. {{استشهاد ويب}}: تحقق من التاريخ في: |تاريخ الوصول= و|تاريخ= (مساعدة)
12. ↑  Olivier Barlet (30 décembre 2012). "Niamey 2012 : quel renouveau pour le cinéma nigérien ?". Africultures. مؤرشف من الأصل في 2023-05-18. اطلع عليه بتاريخ 20 janvier 2023. {{استشهاد ويب}}: تحقق من التاريخ في: |تاريخ الوصول= و|تاريخ= (مساعدة)
13. ↑  Paulin Soumanou Vieyra (1990). Réflexions d'un cinéaste africain. Bruxelles: OCIC. ص. 168, note 1 de Pierre Haffner. ISBN:92-9080-025-9.
14. ↑  "Palmarès Fespaco 2009 : « Teza » de l'Ethiopien Haïlé Gerima décroche l'Etalon de Yennenga et le prix de la critique". Africultures. اطلع عليه بتاريخ 23 janvier 2023. {{استشهاد ويب}}: تحقق من التاريخ في: |تاريخ الوصول= (مساعدة)
15. ↑  "Newton Aduaka, Prix de la Critique Africaine 2013, à Ouaga". Africultures. اطلع عليه بتاريخ 23 janvier 2023. {{استشهاد ويب}}: تحقق من التاريخ في: |تاريخ الوصول= (مساعدة)
16. 1 2  "Les hommes d'argile de Mourad Boucif remporte le Prix de la Critique Africaine". Africultures. اطلع عليه بتاريخ 23 janvier 2023. {{استشهاد ويب}}: تحقق من التاريخ في: |تاريخ الوصول= (مساعدة)
17. 1 2  Scheina Adaya. "FESPACO 2015 - Palmarès Prix spéciaux et Prix de la Critique africaine". Africiné. اطلع عليه بتاريخ 24 janvier 2023. {{استشهاد ويب}}: تحقق من التاريخ في: |تاريخ الوصول= (مساعدة)
18. ↑  Thierno Ibrahima Dia. "Prix de la critique africaine "Néjiba Hamrouni" (JCC 2016) décerné au film Clash". Africiné. اطلع عليه بتاريخ 24 janvier 2023. {{استشهاد ويب}}: تحقق من التاريخ في: |تاريخ الوصول= (مساعدة)
19. ↑  Thierno Ibrahima Dia. "JCC 2016 : Prix de la Critique Africaine (FACC) dédié à Néjiba Hamrouni". Africiné. اطلع عليه بتاريخ 24 janvier 2023. {{استشهاد ويب}}: تحقق من التاريخ في: |تاريخ الوصول= (مساعدة)
20. ↑  Olivier Barlet. "JCC 2017 : tendances arabo-africaines". Africultures. اطلع عليه بتاريخ 30 janvier 2023. {{استشهاد ويب}}: تحقق من التاريخ في: |تاريخ الوصول= (مساعدة)
21. ↑  Fatou Kiné Sène. "JCC 2018 : le film marocain Sofia primé par la critique africaine". faapa.info. اطلع عليه بتاريخ 30 janvier 2023. {{استشهاد ويب}}: تحقق من التاريخ في: |تاريخ الوصول= (مساعدة)
22. ↑  Africiné Magazine. "Le Prix de la Critique Africaine, au 21ème Festival International de films d'Ismailia". Africiné. اطلع عليه بتاريخ 24 janvier 2023. {{استشهاد ويب}}: تحقق من التاريخ في: |تاريخ الوصول= (مساعدة)
23. ↑  Olivier Barlet. "FESPACO 2021 : fictions longs métrages, un retour vers le futur". Africultures. اطلع عليه بتاريخ 24 janvier 2023. {{استشهاد ويب}}: تحقق من التاريخ في: |تاريخ الوصول= (مساعدة)
24. ↑  ""La vie d'après", Prix de la critique africaine aux JCC". Algérie presse service. اطلع عليه بتاريخ 24 janvier 2023. {{استشهاد ويب}}: تحقق من التاريخ في: |تاريخ الوصول= (مساعدة)
25. ↑  "FESPACO 2023 : Le palmarès des prix spéciaux". burkina24.com. اطلع عليه بتاريخ 3 mars 2023. {{استشهاد ويب}}: تحقق من التاريخ في: |تاريخ الوصول= (مساعدة)